# Сапоне
Сапоне́ (фр. Saponay) — коммуна во Франции, находится в регионе Пикардия. Департамент коммуны — Эна. Входит в состав кантона Фер-ан-Тарденуа. Округ коммуны — Шато-Тьерри.
Код INSEE коммуны — 02699.

## Население
Население коммуны на 2010 год составляло 259 человек.
| 1962 | 1968 | 1975 | 1982 | 1990 | 1999 | 2010 |
| ---- | ---- | ---- | ---- | ---- | ---- | ---- |
| 252  | 252  | 198  | 187  | 237  | 246  | 259  |

## Экономика
В 2010 году среди 177 человек трудоспособного возраста (15—64 лет) 133 были экономически активными, 44 — неактивными (показатель активности — 75,1 %, в 1999 году было 67,6 %). Из 133 активных жителей работали 111 человек (64 мужчины и 47 женщин), безработных было 22 (8 мужчин и 14 женщин). Среди 44 неактивных 16 человек были учениками или студентами, 16 — пенсионерами, 12 были неактивными по другим причинам.